# Arthrosaura testigensis
Arthrosaura testigensis là một loài thằn lằn trong họ Gymnophthalmidae. Loài này được Gorzula & Senaris miêu tả khoa học đầu tiên năm 1999.